# Міжкультурна комунікація
Міжкультурна комунікація — термін введений у науковий обіг Г. Трейгер та Е. Холл. Міжкультурна комунікація — комунікація між представниками окремих культур, коли один учасник виявляє культурну різницю іншого. Це обмін інформацією, почуттями, думками представників різних культур. Трапляється в бізнесі, туризмі, спорті, особистих контактах, науковому та освітньому світі тощо.

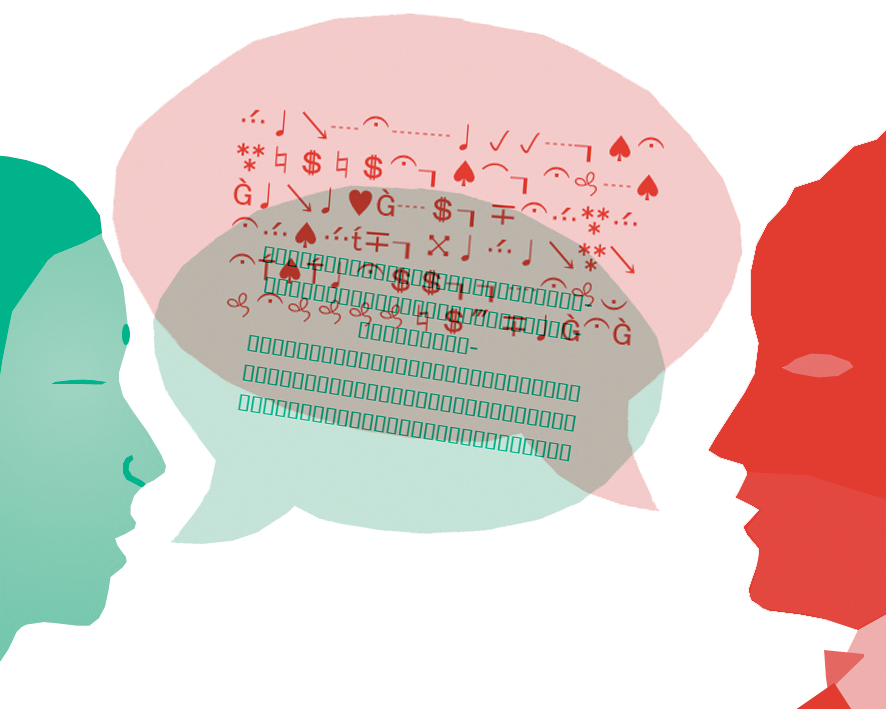
Міжкультурна комунікація

Інший варіант визначення: «Міжкультурна комунікація — адекватне взаєморозуміння двох учасників комунікативного акту, що є приналежними до різних національних культур».
Міжкультурна комунікація — наука, яка вивчає особливості вербального та невербального спілкування людей, що належать до різних національних та мовно-культурних спільнот.

## Історія
Поняття міжкультурної комунікації було введено у 1950-х американським культурним антропологом Едвардом Холлом у рамках розробленої ним за завданням Державного департаменту США програми адаптації американських дипломатів та ділових людей за кордоном. Г. Трейгер та Е. Холл цим поняттям позначили «ідеальну мету, до якої повинна прагнути людина у своєму бажанні якнайкраще та ефективніше адаптуватися до навколишнього світу».
Після започаткування терміна в 1950-х роках міжкультурна комунікація почала активно розвиватися як самостійна галузь міждисциплінарного знання, що охоплює антропологію, соціологію, психологію, лінгвістику та комунікативні науки.
У 1960–70-х роках міжкультурна комунікація набула значного поширення в академічному середовищі США, а згодом — і в Європі. 
У 1980–90-х роках спостерігається бурхливе зростання кількості наукових досліджень, що сприяло формуванню освітніх програм, підручників і тренінгів з міжкультурної комунікації в університетах різних країн. У цей період з'являються й перші прикладні проєкти, спрямовані на поліпшення культурної адаптації мігрантів, дипломатів, міжнародних працівників.
У XXI столітті, у зв’язку з цифровізацією, глобальними міграційними потоками та розвитком мультикультурних суспільств, міжкультурна комунікація перетворюється на критично важливий інструмент взаємодії в політичній, економічній та соціальній сферах.
Значення досліджень міжкультурної комунікації посилюється у зв'язку з процесами глобалізації, зокрема дедалі інтенсивнішою міграцією.

## Етимологія
Термін «міжкультурна комунікація» складається з двох компонентів: «міжкультурний» та «комунікація».
"Міжкультурний" утворений шляхом додавання префікса між- до прикметника культурний. Префікс між- у слов'янських мовах означає "перетин", "взаємозв’язок" або "співіснування" між двома чи більше об’єктами. Прикметник культурний пов'язаний із поняттям культура (від лат. cultura — "обробіток", "виховання", "розвиток"), що в контексті гуманітарних наук означає сукупність духовних, матеріальних, соціальних і символічних форм життя певної спільноти.
"Комунікація" походить від латинського communicatio, що означає "обмін", "спільність", "зв’язок". У сучасному розумінні це процес передавання інформації між індивідами або групами за допомогою вербальних і невербальних засобів.
Таким чином, міжкультурна комунікація буквально означає зв’язок або обмін інформацією між представниками різних культур.

## Автори
Поняття міжкультурної комунікації розглядало дость багато дослідників, серед основних можна виділити наступних:
Едвард Т. Голл — у своїй книзі "The Silent Language" (1959) Голл описує міжкультурну комунікацію як процес, у якому значна частина інформації передається несловесно — через контекст, просторові відносини, час, жести та інші невербальні засоби. Він підкреслює, що культура є «мовою» сама по собі, яка включає в себе не тільки слова, але й поведінкові патерни та сприйняття світу.
Гірт Хофстеде — міжкультурна комунікація, за його підходом, полягає у взаємодії між представниками різних культур, де ці відмінності можуть впливати на сприйняття, мислення та поведінку.
Мілтон Беннетт — розробив «Developmental Model of Intercultural Sensitivity», який описує шість стадій розвитку міжкультурної чутливості — від етноцентризму до етнорелятивізму. Міжкультурна комунікація, за його моделлю, є процесом, у якому людина поступово розвиває здатність розуміти та приймати культурні відмінності.
Стелла Тінг-Тумі — у своїй роботі "Face-Negotiation Theory" авторка розглядає міжкультурну комунікацію як процес управління «обличчям», тобто самоповагою та соціальним іміджем — у контексті міжкультурних конфліктів. Вона підкреслює, що різні культури мають різні підходи до збереження «обличчя» під час взаємодії.
Вільям Б. Гудікюнст — у своїй книзі "Communicating with Strangers" описує міжкультурну комунікацію як процес взаємодії між людьми, які мають різний культурний досвід і, отже, різні комунікативні коди. Він наголошує на важливості усвідомлення цих відмінностей для ефективної комунікації.

## Сутність міжкультурної комунікації
Міжкультурна комунікація — це процес обміну інформацією між представниками різних культур, у якому враховуються відмінності в мовних, поведінкових, етичних, релігійних та соціальних нормах. Основна мета міжкультурної комунікації полягає у досягненні взаєморозуміння, попри культурні бар'єри.
Цей вид комунікації охоплює вербальні аспекти, як мова, стиль мовлення, так і невербальні - жести, міміка, простір, контакт очима тощо. Важливими чинниками ефективної міжкультурної комунікації є відкритість, емпатія, культурна обізнаність та здатність адаптуватися до іншого культурного контексту.
У сучасному глобалізованому світі міжкультурна комунікація набуває особливого значення в освіті, міжнародному бізнесі, дипломатії, міграційних процесах і засобах масової інформації. Її вивчення допомагає уникати непорозумінь, сприяє розвитку толерантності та зміцненню міжкультурного діалогу.

## Сучасне використання
Поняття міжкультурної комунікації широко застосовується в різних сферах:

### Освіта
У навчальних закладах міжкультурна комунікація відіграє важливу роль у формуванні міжкультурної компетентності студентів. Завдяки інтеграції цього поняття в освітній процес, учні та студенти розвивають здатність до ефективного спілкування з представниками різних культур, що особливо важливо в умовах глобалізації.

### Соціологія та психологія
Міжкультурна комунікація вивчається як ключовий чинник у розумінні поведінки людей з різних культурних середовищ. Дослідження показують, що здатність до міжкультурного діалогу сприяє зниженню рівня ксенофобії, підвищує соціальну згуртованість та сприяє інтеграції в багатокультурному суспільстві.

### Бізнес та менеджмент
У сфері бізнесу міжкультурна комунікація є вирішальним чинником ефективної співпраці на міжнародному рівні. Розуміння культурних норм партнерів дозволяє уникнути конфліктів, покращити ділові переговори та сприяє успішному веденню справ у різних країнах.

### Міжнародні відносини
У дипломатії та міжнародній політиці міжкультурна комунікація є основою конструктивного діалогу між державами. Дипломати використовують знання про культурні особливості інших країн для побудови довіри, ефективного врегулювання конфліктів і формування партнерських відносин.